# رود یولا
رود یولا رودی است که به Pinega River می‌ریزد. این رود از کشور روسیه می‌گذرد و طول آن ۳۱۴ کیلومتر (۱۹۵ مایل) است.